# Enhanced Data Rates for GSM Evolution

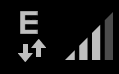
Značka pro datové přenosy standardu EDGE v notifikační oblasti u mobilního telefonu se systémem Android

Enhanced Data rates for GSM Evolution (EDGE) je vývojovým stupněm v technologii GSM po zavedení datových přenosů pomocí GPRS (General Packet Radio Services). Technologie EDGE nabízí několik metod a vylepšení, které umožňují dosáhnout efektivního přenosu dat a vysoké spektrální účinnosti v tomto úzkopásmovém buňkovém systému.
Hlavní vylepšení spočívá v použití modulace 8-PSK (osmistavová fázová modulace), která dovoluje přenést tři informační bity pomocí jednoho symbolu na rádiové vrstvě. Naproti tomu modulace GMSK, která je použita u GSM/GPRS, dovoluje přenést pouze jeden informační bit na jeden symbol na rádiové vrstvě.
Rozšíření EDGE zahrnuje dvě hlavní části:
- EGPRS (Enhanced GPRS) – pro přepínání paketů – paketové přenosy
- ECSD (Enhanced Circuit Switched Data) – pro přepojování okruhů – CS (Circuit Switched)

EGPRS je tedy rozšířením služby GPRS (General Packet Radio Services), která nabízí paketový přenos a tarifování za přenesená data nebo za měsíční paušál. ECSD je rozšíření služby HSCSD (High Speed Circuit Switched Data), tedy služby komutovaných digitálních okruhů.
Jelikož HSCSD je mnohem méně používané z důvodu tarifování (účtování podle času a počtu kanálů), dominuje dnes GPRS (účtování podle přenesených dat nebo měsíční paušál a neomezená data) datovým přenosům v GSM. Stejná situace je i u ECSD a EGPRS. Většina operátorů ECSD v rámci EDGE ani neimplementuje stejně tak, jako výrobci mobilních telefonů implementují ve svých zařízeních většinovou pouze CSD, GPRS a EGPRS.

## Modulace a kódová schémata
EDGE podobně jako GPRS vybírá v závislosti na síle signálu (přesněji na odstupu signálu od šumu) z několika kódových schémat. První čtyři používají stejnou modulaci jako GPRS a poskytují podobné rychlosti, dalších 5 používá modulaci 8-PSK, která je třikrát efektivnější než GMSK, což se projevuje několikanásobným zvýšením rychlosti.
| Kódové schéma GPRS | Rychlost (kbit/s) |
| ------------------ | ----------------- |
| CS-1               | 8.0               |
| CS-2               | 12.0              |
| CS-3               | 14.4              |
| CS-4               | 20.0              |

| Kódové a modulační schéma EDGE (MCS) | Rychlost (kbit/s/slot) | Modulace |
| ------------------------------------ | ---------------------- | -------- |
| MCS-1                                | 8.80                   | GMSK     |
| MCS-2                                | 11.2                   | GMSK     |
| MCS-3                                | 14.8                   | GMSK     |
| MCS-4                                | 17.6                   | GMSK     |
| MCS-5                                | 22.4                   | 8-PSK    |
| MCS-6                                | 29.6                   | 8-PSK    |
| MCS-7                                | 43.8                   | 8-PSK    |
| MCS-8                                | 54.4                   | 8-PSK    |
| MCS-9                                | 59.2                   | 8-PSK    |

## Maximální přenosové rychlosti
Maximální přenosová rychlost závisí kromě použitého kódového schématu a modulace i na počtu použitých časových slotů. GPRS nabízí nejvyšší rychlost na downlinku 80 kbit/s při kódování CS-4 a konfiguraci telefonu 4+1 (4 time sloty pro downlink a jeden pro uplink), u EGPRS je to při stejné konfiguraci telefonu 4+1 maximálně 236,8 kbit/s při použití kódového schématu MCS-9. V praxi se u EGPRS (EDGE) dosahuje rychlostí kolem 200 kbit/s pro downlink a kolem 100 kbit/s pro uplink (při konfiguraci time slotů 3+2).
K využití služby je ovšem potřeba mobilní telefon nebo jiné zařízení, které tuto technologii podporuje.

## Dostupnost
Přítomnost EDGE poznáte dnes již na většině mobilních telefonů ikonou E v místě indikace signálu vašeho telefonu. Někdy je indikováno pouze barvou. Pamatujte, že EDGE není automaticky v místě signálu operátora, jako je tomu u GPRS. EDGE musí být na BTS instalováno.
V roce 2011, bylo EDGE přítomné na všech BTS operátorů O2 Czech Republic a T-Mobile Czech Republic a také na většině BTS Vodafone Czech Republic. Z českých operátorů má největší pokrytí v tuto chvíli O2 a T-mobile kteří na svých stránkách udávají pokrytí EDGE na všech místech, kde je signál operátora. Operátor Vodafone má horší pokrytí západních Čech a severních Čech, kde se často můžeme setkat pouze s GPRS.[zdroj?]